# Tătaru
Tătaru è un comune della Romania di 1 170 abitanti, ubicato nel distretto di Prahova, nella regione storica della Muntenia.
Il comune è formato dall'unione di 3 villaggi: Podgoria, Siliștea, Tătaru.